# Luis Emilio Recabarren
Luis Emilio Recabarren Serrano  (Valparaíso, 6 de julio de 1876-Santiago, 19 de diciembre de 1924) fue un cajista autodidacta, el primer pensador y organizador marxista en Chile y uno de los primeros en América Latina. Fundador de numerosos periódicos obreros, promovió la creación de organizaciones revolucionarias a lo largo del país y fundó el Partido Comunista de Chile, como sección de la Internacional Comunista.

## Primeros años
Luis Emilio Recabarren Serrano nació el 6 de julio de 1876 en Cerro Playa Ancha, Valparaíso, que en ese entonces era el principal puerto de Chile y principal centro financiero. Sus padres, José Agustín Recabarren y Juana Rosa Serrano, eran pequeños comerciantes. Tuvo cinco hermanas y un hermano.
Sus primeros estudios los realizó en la Escuela Santo Tomás de Aquino, perteneciente a la congregación de los Salesianos, entre los 7 y los 11 años de edad. Antes de cumplir los 12 años tuvo que dejar la escuela para ayudar a su padre con el negocio.
Con el empeoramiento en la situación económica general del país, que condujo a la primera huelga general en Chile en 1890, empeoró también la situación familiar y sus padres se separaron. Con su madre y hermanos se trasladaron a Santiago ese mismo año y Recabarren comenzó a trabajar como aprendiz de tipógrafo en una imprenta.
La crisis política desató la guerra civil de 1891 y Recabarren, con 14 años, tomó partido por la oposición a José Manuel Balmaceda y se alistó en el Regimiento “Gendarmes” de Santiago con el objetivo de hacer propaganda contra el gobierno desde el interior. Junto a otro muchacho publicaron una hoja titulada El Opositor, utilizando una imprenta manual que había sido de su padre. Fueron descubiertos y Recabarren fue detenido, incomunicado y finalmente liberado por gestiones de su padre y por su corta edad. Posteriormente insistió en su empeño y se alistó como voluntario en las tropas gubernamentales con rumbo a Coquimbo, con el objetivo de desertar y pasarse al bando opositor. Pero no entró en combate. En su lugar, una vez en Coquimbo descubrió la condición de miseria con que vivía la población. Allí comenzó a identificarse con el pueblo, nació su conciencia social y descubrió su vocación revolucionaria.

## Comienzo de su vida política
En 1894, cuando tiene 18 años, Recabarren ingresa al Partido Demócrata, que había sido creado seis años antes a partir de una división del Partido Radical. Ésta fue la primera organización política en la historia de Chile que encabezó protestas importantes, como las acciones contra el alza del tranvía en 1888. Es un partido compuesto por artesanos, pequeños comerciantes y obreros. Es el único partido donde puede militar un obrero en esos años.
A los 19 años contrae matrimonio con su prima, Guadalupe del Canto, con quien tiene un primer hijo en 1896, que llaman Luis Hermenegildo, y un segundo hijo, Armando, un año después, el cual morirá antes de cumplir los dos años de edad. Sus esfuerzos los coloca en conseguir una imprenta propia y editar su propio periódico.
 

Políticamente, ya toma firme posición por el socialismo. La edición del 15 de marzo de 1898 del periódico La Tarde, incluye una carta al director firmada por Luis Emilio Recabarren: 
«Yo, señor director, y junto conmigo hay muchos que simpatizamos con el socialismo. Pero con el socialismo bien entendido. Pensamos en que pueden hacerse transformaciones sociales, en la igualdad humana, en la desaparición de las injusticias, en el alivio de las clases proletarias, en la nivelación relativa de las fortunas, en la disminución de las grandes riquezas que deben contraerse al desarrollo industrial y, en fin, de tantos otros medios que hay para igualar las condiciones reales.»
El 22 de enero de 1899 aparece el primer número del periódico “La Democracia” de Santiago. Uno de sus fundadores es Recabarren. El órgano no logra mantenerse por falta de recursos y suspende su publicación a los pocos meses. En ese período muere su hijo Armando, antes de cumplir los dos años de edad. Posteriormente se esfuerza por republicar “La Democracia”, que reaparece en octubre de 1900 en Santiago, ahora con Recabarren como director y redactor de varios artículos. Cuando en 1901 debe marcharse a Valparaíso con su esposa e hijo, el periódico se reeditará en esa ciudad.
Su actividad en el Partido Demócrata en 1902 y 1903 le envía a prisión, acusado de falsificar actas de escrutinios en la elección del diputado Ángel Guarello. Hubo vigorosas protestas en el país y fue liberado tras dos meses sin comprobarse ningún cargo.
A mediados de 1903 preside la Comisión Organizadora de la Convención del Congreso Social Obrero. En ese evento se acerca a él una delegación de la Mancomunal de Tocopilla anunciando que han reunido dinero para comprar una imprenta y rematando: “Esperamos que usted mismo se vaya a Tocopilla y nos atienda el periódico”.

## En Tocopilla y el norte salitrero
El 22 de septiembre de 1903 se traslada a Tocopilla, junto con su esposa e hijo. Allí funda, redacta y dirige el periódico “El Trabajo”, órgano de la Mancomunal de Obreros de Tocopilla y toma parte en su comité directivo. En las páginas de ese periódico va exponiendo sus puntos de vista. El 18 de octubre escribe: 
«Procuraremos obtener todo lo que aspiramos por la fuerza de la razón, pero, si los oídos de los dirigentes se quedan sordos, haremos sentir entonces el efecto que produce la razón de la fuerza, sin vacilaciones y al precio que las circunstancias lo requieran».
La represión cae sobre la Mancomunal el 15 de enero de 1904, encarcelando a todos sus dirigentes bajo la acusación de “subversivos” y otros cargos. El 10 de marzo los dirigentes quedan libres pero Recabarren tendrá cargos adicionales que lo dejan por siete meses en la cárcel de Tocopilla. En prisión envía varios artículos a la prensa y recibe una nota de los trabajadores de Cerro Barón, en Valparaíso, que lo designan “presidente honorario” de la Unión de Trabajadores del Barón, que acababan de conformar. En agosto de 1904, aún en prisión, define firmemente su posición política:
«¿Qué soy yo? ¿Es decir, en qué escuela milito? ¡Soy socialista revolucionario! Eso es lo que indican mis escritos y mi labor.»
Recabarren es liberado en octubre de 1904. En 1905 publica el folleto “Proceso oficial contra la Mancomunal de Tocopilla”, editado en Santiago, donde denuncia y esclarece las causas del proceso que fue llevado en su contra, además de fundamentar los propósito de esta organización. Este documento es considerado el primer trabajo teórico de Recabarren. Su comprensión sobre los problemas del país fue expuesta en varios otros documentos de este período, e incluían la fundamentación sobre la necesidad de una reforma agraria:
«Nadie podrá alegar que la tierra es poca y que no alcanza para todos, porque a la vista está que hay tierra en abundancia y en abandono, tierra improductiva que la burguesía se ha adueñado para dejarnos a nosotros en la miseria…»
En sus escritos expresa también su carácter internacionalista, solidarizando con la Revolución Rusa de 1905 y conmemorando la Comuna de París.
El proceso contra la Mancomunal de Tocopilla concluye el 7 de octubre de 1905, dictando otros 541 días de prisión para Recabarren y otro dirigente por el delito de “atentar contra la autoridad”. Mientras los líderes obreros levantan una apelación, Recabarren aprovecha el tiempo para viajar a Antofagasta y visitar varias organizaciones obreras del norte salitrero. El Partido Demócrata lo proclama como candidato a diputado por Antofagasta, cuyo período de campaña es realizado con un recorrido por la zona realizando agitación, educación y organización obrera.  En febrero de 1906 es organizada una gran huelga en Antofagasta que desencadena en paro general. El 7 de febrero, un mitin en la Plaza Colón reunió cerca de tres mil obreros. Tras las palabras de Recabarren, los soldados irrumpen ante los manifestantes desarmados. Según informaciones oficiales son asesinados cien obreros.
Las elecciones son el 4 de marzo, donde es elegido Recabarren. En la sesión de la cámara del 5 de junio prestan juramento Recabarren y Bonifacio Veas, ambos del Partido Demócrata. Recabarren señala observaciones por la exigencia de jurar “por Dios”, lo cual levanta la protesta de los parlamentarios de derecha y días más tarde se instala una acusación de fraude que le arrebata la diputación.

## El exilio

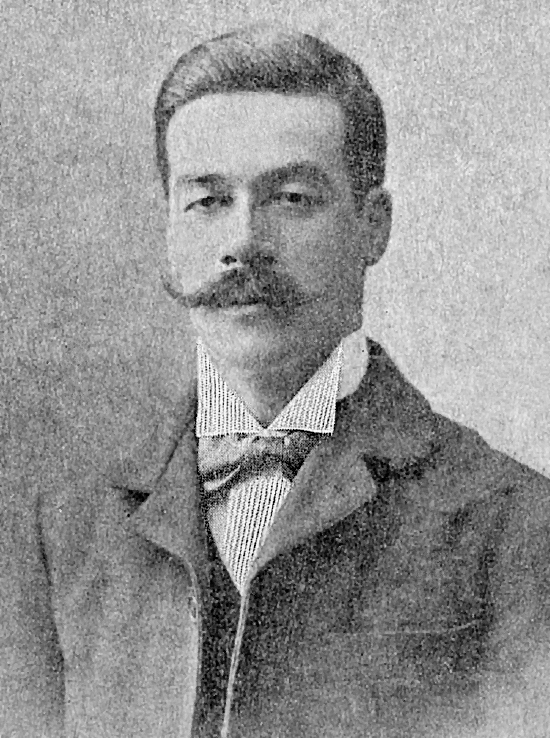
Luis Emilio Recabarren en 1906

Despojado de la diputación y condenado a 541 días de cárcel, se dirige a Santiago, donde redacta los documentos fundacionales del nuevo Partido Democrático Doctrinario, surgido desde la izquierda del Partido Demócrata y que existirá hasta 1908, cuando es disuelto y sus miembros se reintegran al partido de origen. Arregla reunirse con su esposa e hijo en Buenos Aires y se dirige a Los Andes para salir hacia Argentina, donde estuvo entre 1906 y 1908. Tras llegar a Argentina escribe:
“Me he venido para no servir de pasto a los chacales burgueses, pero aquí no estaré ocioso. Conspiraré como antes contra la burguesía de todo el mundo y especialmente contra la de Chile, que me ha obligado a la proscripción.”
En Argentina participa de numerosas organizaciones gremiales y recorre las provincias dando conferencias sobre las cooperativas obreras, sobre el socialismo, sobre el problema social de la mujer y sobre el militarismo. En mayo de 1907 es designado primer suplente del Comité Ejecutivo del Partido Socialista argentino y luego, miembro titular. Está en Buenos Aires cuando ocurre la masacre de la Escuela Santa María de Iquique, en diciembre de 1907. Al respecto, Recabarren escribe para el periódico “Vanguardia” una sentida denuncia, que remata con su posición sobre la necesidad de perfeccionar la organización obrera para enfrentar a la burguesía y plantea con claridad su concepción sobre la violencia en ese momento:
“El pueblo de Chile es de índole altiva. Trabaja mansamente, se deja explotar con resignación, pero es un león cuando se cansa de sufrir, cuando se ve colmado de abusos. En la mayor parte de sus acciones ha empleado la violencia para repeler la barbarie burguesa [...] Hasta hoy los obreros no han podido seguir un camino más seguro. Son en su mayor parte ignorantes, sin orientaciones científicas sobre la lucha de clases, sin métodos, sin una organización siquiera regular, son muy pocos realmente inteligentes y con una prensa aunque numerosa, pero falta de rumbos precisos en esta clase de luchas. Así se explica que sólo han pensado en la violencia, y cuyo método ensayado ya en repetidas ocasiones y estrellado contra las bayonetas y los cañones, debe señalar un cambio de táctica más inteligente, menos violento, más eficaz, menos bulliciosa: la organización poderosa y perfecta del proletariado en el terreno económico, político y cooperativo para sustituir inteligentemente por estos tres caminos a la actual sociedad. Lo demás será abatir las energías obreras."

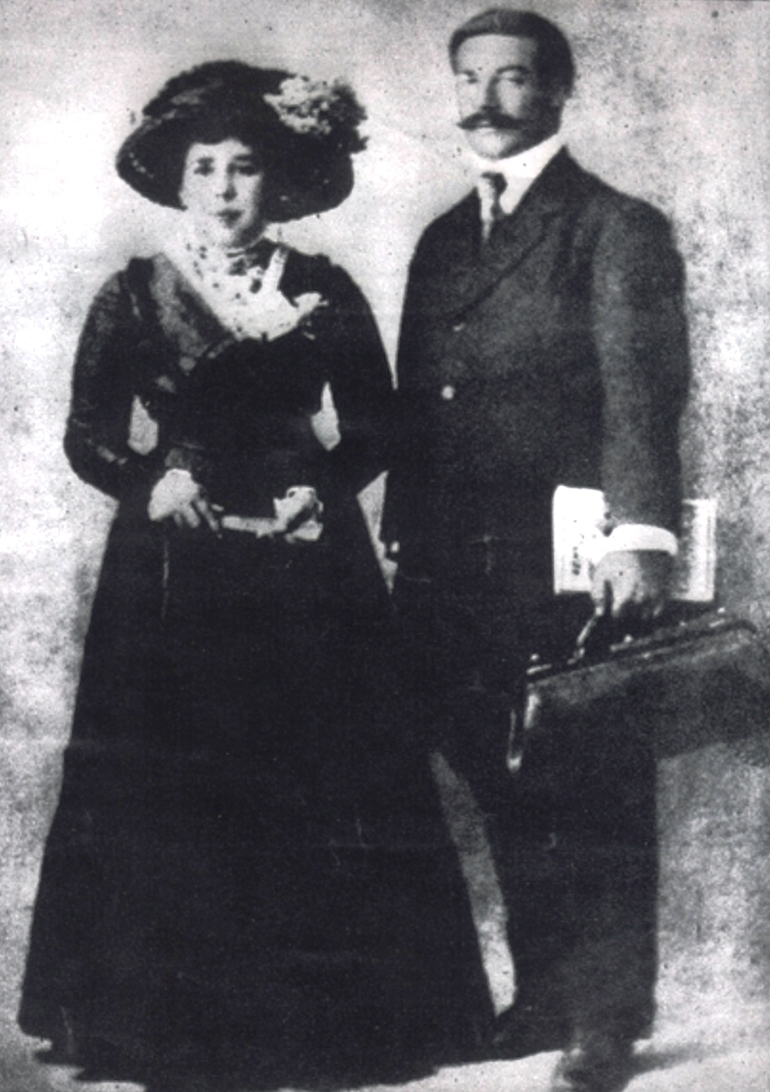
Luis Emilio Recabarren y su primera esposa, Guadalupe del Canto. Fotografía tomada antes de su viaje a Argentina.

En Buenos Aires se agudizan los problemas familiares. Su esposa ya se opone abiertamente a las actividades políticas de Recabarren, lo cual culmina en la separación. Con el rompimiento, acepta salir a Europa, impulsado por Julio César Muñoz, zapatero chileno que el Partido Democrático Doctrinario había enviado para acompañar a Recabarren y apoyar su trabajo. El viaje se inicia en marzo de 1908.

Junto a Muñoz, viaja por España, Alemania, Bélgica y Francia. Allí conoció a los líderes socialistas de la época: Largo Caballero, Pablo Iglesias, Karl Liebknech, Rosa Luxemburgo, Jean Jaurés. El 11 de octubre de 1908, asiste a una reunión del Buró de la Internacional Socialista en Bruselas, Bélgica. En esa oportunidad, con el voto de Lenin, se acepta el ingreso del Partido Socialdemócrata Chileno, el Partido Democrático Doctrinario, que Recabarren había ayudado a fundar justo antes de su exilio. Según el propio Lenin informa posteriormente:
“En el sexto punto del orden del día figuraba el ingreso del Partido Socialdemócrata de Chile, organizado después de la escisión del Partido Democrático de dicho país. Los socialdemócratas chilenos fueron admitidos también sin discusión.”
En Europa estudia también la teoría del socialismo científico. Trae entre sus bienes un ejemplar de El Capital, en la traducción de Pablo Iglesias, que conservará como su bien más preciado.

## De regreso a Chile
Regresa a Argentina en septiembre de 1908 y debe partir a Chile a pesar del peligro de su detención, para acompañar a su madre que está gravemente enferma. Sin embargo al llegar a Chile su madre ya ha fallecido. Comienza de inmediato a dictar conferencias sobre lo que ha visto en Europa. A la salida de una de ellas es detenido por su condena pendiente y pasa ocho meses en prisión. Durante su estadía en prisión entabla correspondencia con María Teresa Flores, quien será su compañera el resto de sus días. Redacta también el folleto “Mi juramento”, en el cual esclarece los hechos que se le imputaron para arrebatarle la posición de diputado. Planifica con detalle también una gira por el sur de Chile, que realizará apenas salga de prisión.
En agosto de 1909, a los 33 años, se lanza en una campaña de difusión de las ideas socialistas en el sur de Chile. En algo más de un mes visita Talca, Constitución, San Fernando, Curicó, Molina, Linares, Chillán, Bulnes, Concepción, Valdivia, Corral, Osorno y otros treinta pueblos. En algunos repite las charlas varias veces para que puedan asistir todos los que tienen interés. Los temas son “La lucha de clases”, “La mejor organización del Partido Demócrata” y “Antialcoholismo”.
En 1909 se crea la Gran Federación Obrera de Chile, organizada por miembros del Partido Conservador, como una organización mutualista, bajo una política de mejorar las condiciones de vida de los trabajadores a través de medidas legislativas, sin ocuparse del campesinado y buscando la conciliación entre capital y trabajo.  Recabarren y otros dirigentes deciden promover que los sindicatos formarán parte de esta organización para cambiar su carácter desde el interior.
En marzo de 1910 es elegido secretario de la segunda comuna de Santiago del Partido Demócrata. Está en ese cargo por poco tiempo, pues a inicios de 1911 se traslada hasta Iquique, donde se establece hasta mediados de 1915. Allí participa de la fundación del periódico “El Grito Popular”, que se define “demócrata socialista, al servicio de la clase proletaria” y trae el lema: “La libertad de los trabajadores debe ser obra de los trabajadores mismos”.
El Partido Demócrata lo designa candidato a diputado por Iquique, con lo cual Recabarren se lanza a recorrer las oficinas salitreras. Al regresar de su gira se entera de que el Partido Demócrata en Santiago ha llegado a un pacto electoral con los conservadores y se ha cancelado su candidatura. Sus compañeros de Iquique acuerdan mantener su candidatura como independiente y rompe su filiación en el partido al cual había ingresado en 1894. En las elecciones, aun cuando alcanza una buena cantidad de votos, no es elegido.
Tras contraer numerosas deudas, consigue medios para comprar una imprenta y levantar un nuevo periódico “El Despertar de los Trabajadores”, que se publica día por medio, desde calle Barros Arana N.º 9 en Iquique. Su primer número aparece el 16 de enero de 1912 y será publicado hasta tres años después de su muerte.

Para Recabarren, la vida es difícil en ese período. Escribe a un compañero de Buenos Aires:           
«La mayoría de los trabajadores me considera un explotador y un vividor. ‘El Despertar’ es para explotarlos, las organizaciones para vivir de las cuotas. Dicen que yo sólo estoy acumulando dinero para irme. Hay momentos en que quisiera huir de aquí, abrasado por la debilidad de los amigos y por la infamia de los enemigos, unido a un clima atroz, donde no se ve sino pampas desiertas o pueblos sin árboles. Pero después pienso en que sin abnegación el ideal no surgiría en todo el mundo»
Para ese período ya no está solo, le acompaña Teresa Flores, que no es solo su pareja, sino su compañera en la empresa de la revolución en Chile.

## El Partido Obrero Socialista y El Despertar de los Trabajadores

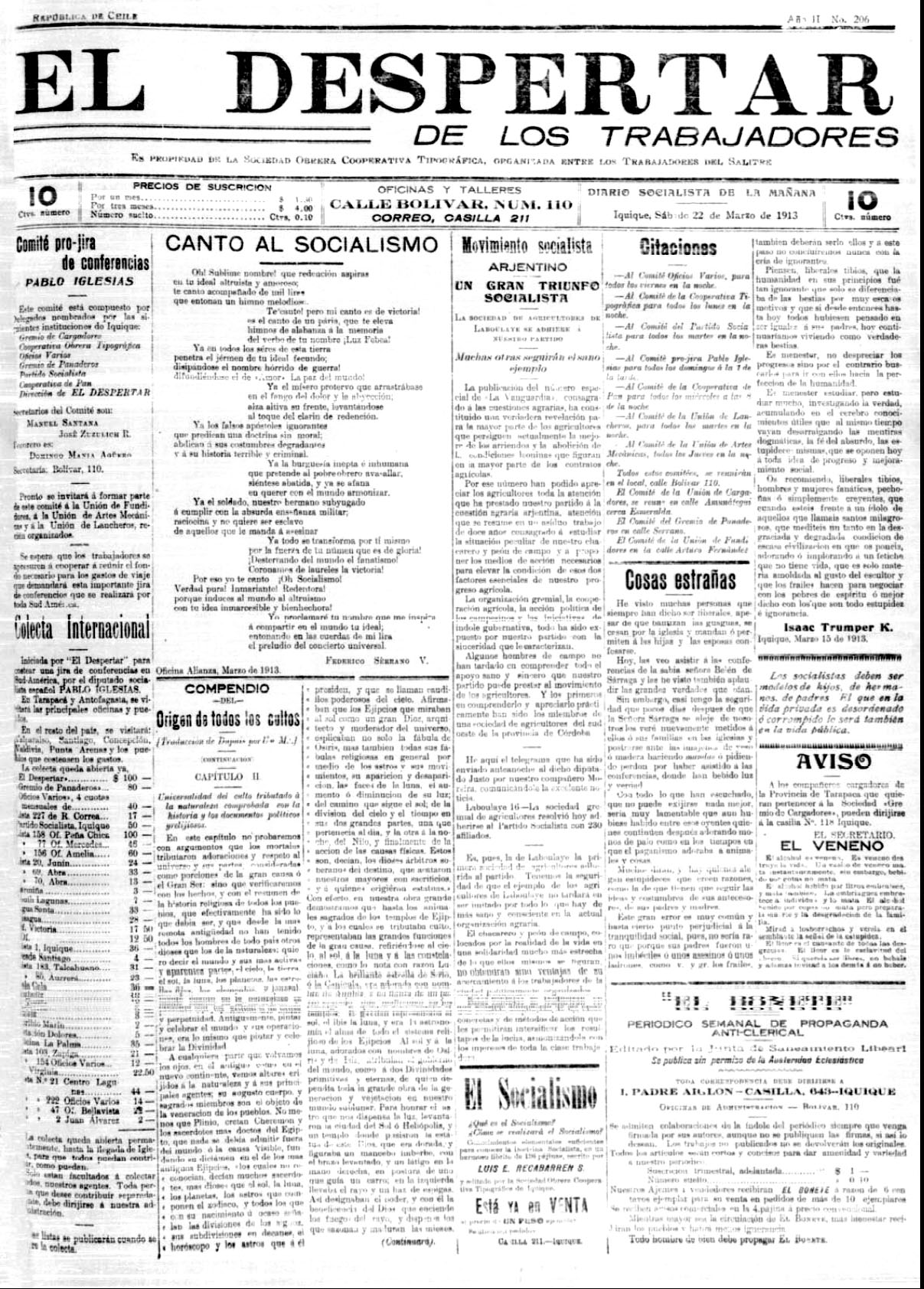
El Despertar de los Trabajadores, periódico fundado por Recabarren.

En la sesión del 21 de mayo de 1912, la sección del Partido Demócrata de Iquique decide presentar la moción de adoptar un nuevo nombre y separarse definitivamente del Partido Demócrata, declarando que éste ha caído en una política “que no sirve a los intereses de la clase trabajadora”. Tras someterse a consulta de todas las secciones de la provincia, el 4 de junio de 1912, veinte personas se reúnen en el local de El Despertar de los Trabajadores para fundar el nuevo partido, que se llamará Partido Obrero Socialista (POS). Recabarren preside la reunión y Teresa Flores es la única mujer presente. La actividad desarrollada desde el POS y El Despertar de los Trabajadores potenció enormemente la actividad obrera en Iquique y los alrededores, que había estado muy golpeada desde la masacre de 1907 y, desde allí, al resto de la zona norte y luego a todo el país. El proyecto de reglamento escrito por Recabarren decía:
«Artículo 1.- El Partido Obrero Socialista es fundado con el objeto de reunir todas las fuerzas proletarias del país, a fin de mejorar de común acuerdo, la suerte del proletariado.

«Artículo 2.- Para cumplir esta tarea y para realizar en seguida su objetivo más elevado: la emancipación completa de los trabajadores, el Partido se organizará sobre el terreno económico y político».
Entre febrero y abril de 1913 realiza una gira por la provincia de Antofagasta. Escribía el 15 de marzo: 
«Llevo 15 días en esta región de la pampa salitrera y minera, en donde aprovecho bien el tiempo para la propaganda socialista. Tengo la convicción de que conquistaremos esta otra provincia para nuestros ideales. Hago esfuerzos para quedarme aquí sin que Tarapacá sepa de mi ausencia. Si así resulta, fundaré una imprenta y desarrollaré la organización que ya está principiada. En el mineral de Chuquicamata dejé organizada una sociedad de Defensa del Trabajo (resistencia), con muy buenos elementos…”
De regreso a Iquique continúa una intensa labor entre la organizaciones obreras y también de mujeres, en las cuales Teresa Flores desarrolla sus habilidades organizativas con la creación de los Centros Femeninos que fueron establecidos tras la visita de la conferencista española Belén de Zárraga.

Al iniciarse 1914 estalla la Primera Guerra Mundial y la mayoría de los partidos socialdemócratas de Europa desconocen los acuerdos de la Conferencia de Basilea de la Segunda Internacional en 1912, y toman una posición socialchovinista (socialista de palabra, pero chovinista en los hechos) conduciendo a lo que Lenin calificó como la “bancarrota de la II Internacional”. En Chile, las posiciones de Recabarren coinciden con la planteadas por Lenin. Escribe a mediados de 1914:                 
«Este gran crimen, contra la humanidad, ¿será posible que se deje sin castigo? ¿Es posible que los pueblos soporten tantas calamidades? No, a la guerra debe seguir la revolución y la revolución sin contemplaciones y sin timideces. El proletariado debe tomar a su cargo la dirección de los destinos de los pueblos… Debe surgir ahora, triunfante, la cultura, la civilización socialista, que debe imponer el desarme absoluto de las naciones como primera medida para evitar en el porvenir nuevas guerras. Sólo el socialismo puede imponer la paz al mundo, y estamos seguros que tras esta guerra los pueblos acompañarán al socialismo en sus ideas de paz y amor»
En la pampa salitrera repercuten los efectos de la guerra empeorando las condiciones de vida de los obreros. Desde mediados de 1914 a comienzos de 1915 ocurre la primera huelga de Chuquicamata y Recabarren hace una serie de visitas de  a las oficinas salitreras. El POS lo proclama nuevamente candidato a diputado. Decía Recabarren en sus conferencias:              
«Si vuestros esfuerzos alcanzan el triunfo que buscáis, mi labor parlamentaria será la continuación de mi labor de siempre, llevada a otras esferas de actividad. Ya sabéis que yo no necesito ser diputado para batallar, para luchar por la causa de la redención proletaria. Diputado o no, mi labor llevará siempre la misma actividad y la misma intención.»
En esta ocasión no es elegido. En marzo de ese año, junto a E. Jorquera, es designado como delegado por Iquique al Primer Congreso del POS, a realizarse el Primero de Mayo en Viña del Mar, con la presencia de 16 secciones desde Iquique a Punta Arenas. El Congreso sanciona el nombre de Partido Obrero Socialista y aprueba una resolución condenando la guerra y las posiciones de la II Internacional. Se resolvió también la creación de una dirección nacional  con sede en Valparaíso y un órgano central, “El Socialista”.
La crisis que trajo la Primera Guerra atiza las luchas obreras y en 1915 se desenvuelve un gran movimiento huelguístico, el surgimiento de nuevos sindicatos y organismos que comienzan a agruparse por ramas de la producción. Se funda la Federación Obrera del Salitre y la Federación de Profesores de Instrucción Primaria, además de algunas sociedades de empleados particulares. 
La organización socialista de Magallanes, en el extremo sur del país, es una de las más grandes. Recabarren y Teresa Flores iniciarán una gira hacia esa zona a mediados de 1916. Durante su estadía en Punta Arenas prepara una conferencia sobre el tiempo, la materia y el pensamiento, donde fija su concepción materialista y dialéctica, el cual fue publicado en los periódicos “El Despertar de los trabajadores” y “El Socialista”.
Después de dictar 20 conferencias en Punta Arenas, Recabarren y Teresa Flores se embarcan rumbo a Buenos Aires, donde permanecerán hasta febrero de 1918.

## El plan político de Recabarren hacia 1917
En Buenos Aires refuerza su trabajo con el Partido Socialista argentino y publica varios folletos: “Lo que puede hacer el municipio en manos del pueblo inteligente”, “Lo que da el gremialismo” y “La materia eterna e inteligente”. Colabora en la fundación del periódico argentino “La Internacional” y continúa colaborando con los periódicos obreros de Chile. En sucesivos artículos va configurando su concepción sobre la lucha de clases del proletariado. En su artículo “¿Qué es el socialismo?”, escribe:
«El socialismo es la realización de todo progreso, tanto en el individuo como en la sociedad. Donde no hay progreso no habrá socialismo... Socialismo es abolir la miseria, la ignorancia, la explotación, la tiranía, el vicio y todos los defectos humanos que el buen sentimiento y la educación puedan suprimir. Abolir todos estos defectos es progreso y eso es socialismo»
El plan de lucha política de Recabarren en este período consideraba la organización obrera en tres terrenos:
«1° EN SINDICATOS por gremio y por industrias para refrenar la explotación patronal y para ir preparando nuestra capacidad, que ha de darnos la libertad y la comodidad para vivir;
2° EN COOPERATIVAS que nos libere, poco a poco, de la carestía de la vida y que nos permitan preparar nuestra capacidad productiva, industrial y administrativa para que nuestra organización cooperativa sea la fuerza creadora del nuevo mundo donde los obreros no sean más los esclavos condenados a vivir a ración de hambre; y 

3° CON CENTROS POLÍTICOS para quitar a la clase capitalista el poder político, que en justicia deben tenerlo los pobres que son las mayorías y lo necesitan para ayudar a la buena organización de la sociedad donde todos sean felices.»

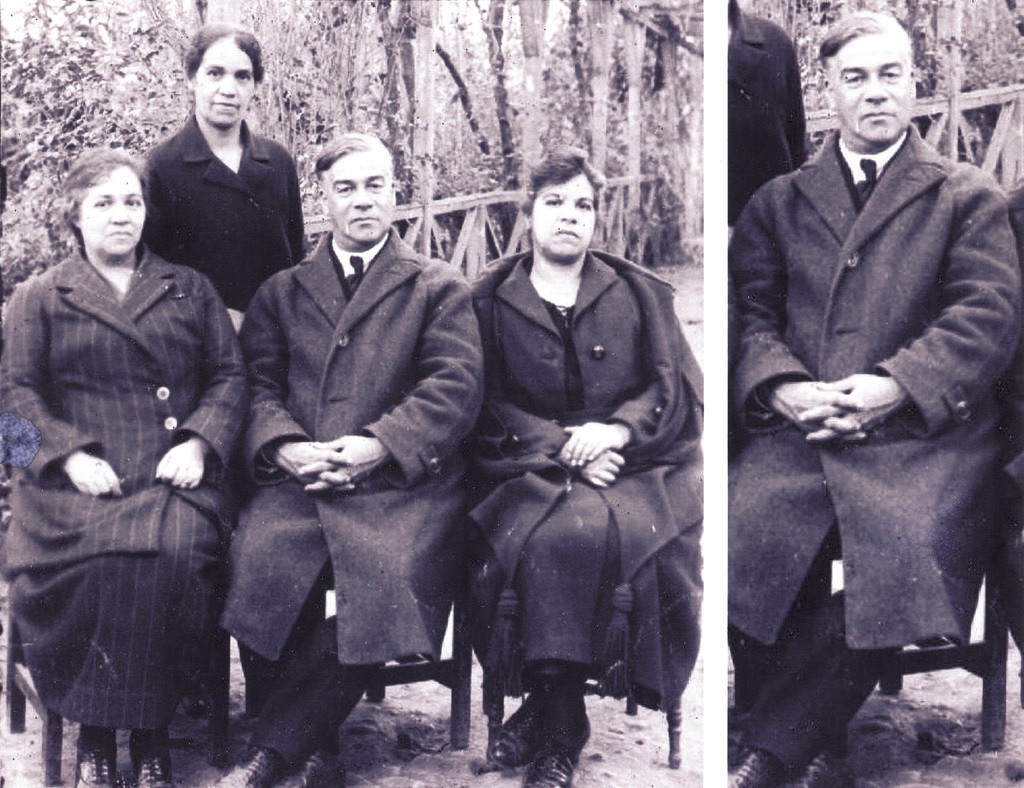
Luis Emilio Recabarren y tres de sus hermanas. Aparecen en la fotografía: Mercedes, Luz Emilia, Luis Emilio y Berta Recabarren Serrano.

El plan político de Recabarren en este periodo concibe la conquista del poder político por medio de alcanzar una mayoría parlamentaria. 
«Si la clase obrera cuenta con la mayoría en el Parlamento, el gobierno político del país estará en sus manos, cuando el sindicato vaya a la huelga general para reclamar la socialización, la clase capitalista no podrá disponer del ejército ni de la policía... En estas condiciones, aunque exista ejército, no teniendo la burguesía el poder político para usar las fuerzas armadas, el triunfo de esa fracción del proletariado organizado podría determinarse por las condiciones de la acción»
Este planteamiento de 1917 revela -como señala el historiador Ronald Wilson- “la no comprensión a fondo del papel de las Fuerzas Armadas como elemento decisivo en la defensa el poder burgués, y por lo tanto, de todo el aparato del Estado”. La propia experiencia política le hará cambiar esta opinión tras conocer la Revolución de Octubre en Rusia, su viaje a la Rusia en 1922 y la propia lucha política en Chile hacia 1924.

## La reorganización de la FOCH
Recabarren retorna a Chile en abril de 1918 y se establece en el puerto de Antofagasta. Allí consigue fundar el periódico “El Socialista”, que publica su primer número el 1.º de Mayo, pero tiene muchas dificultades para sostenerse. Desde este periódico, comienza a promover la necesidad de una organización obrera a nivel nacional. Durante el año de 1918 se crean numerosas nuevas federaciones obreras locales que se van a agrupar en la Gran Federación Obrera de Chile, pero sin unidad organizativa. Fundada la sección de Antofagasta y elegido Recabarren como su secretario general, impulsa la necesidad de extender para unificar las distintas secciones, comenzando con la zona norte del país, con el Primer Congreso Regional de la Federación Obrera de Antofagasta, el 12 de enero de 1919. 

Los esfuerzos por una conferencia nacional concluyen el 25 de diciembre, en Concepción, con la Tercera Convención (o Tercer Congreso) de la Gran Federación Obrera de Chile. En ese evento se enfrenta la línea moderada del abogado conservador Pablo Marín Pinuer, y la línea revolucionaria impulsada por Luis Emilio Recabarren y el POS. Triunfan ampliamente estos últimos. La Tercera Convención define el nombre de Federación Obrera de Chile, FOCH, y adopta como emblema la bandera roja. En sus principios establece luchar por:
«conquistar la efectiva libertad económica, moral, política y social de la clase trabajadora, aboliendo el régimen capitalista con su inaceptable sistema de organización industrial y comercial que reduce a la esclavitud a la mayoría de la población»
La unidad política y organizativa del movimiento obrero en la FOCH sirve efectivamente al desarrollo de un periodo de grandes luchas obreras y populares. Entre 1919 y 1926 se cuentan al menos dos mil huelgas por aumento de salario, abaratamiento del costo de la vida, jornadas de ocho horas y medidas contra la cesantía. Todas estas huelgas tienen un carácter ilegal.
El avance del movimiento es reprimido desde sus inicios. El 3 de abril de 1920 es allanada la imprenta de “El Socialista”. Recabarren es detenido y procesado por el delito de subversión. Se inicia un proceso sin pruebas que lo mantiene en prisión por más de 200 días. La causa es sobreseída en diciembre. Durante su prisión, y como mecanismo de propaganda, el POS levanta la candidatura de Recabarren en las elecciones presidenciales de ese año, sin gran éxito debido a la abrumadora estrategia populista de Arturo Alessandri Palma. Otros actos de represión al movimiento obrero se dieron en Magallanes, donde el local de la Federación Obrera de Magallanes es allanado y quemado a fines de julio y varios obreros son asesinados lanzados al mar.
La FOCH potenciará la organización gremial y también abogará por la defensa de las persecuciones a campesinos en 1921. Ese mismo año se unirá a la Internacional Sindical Roja.

## Recabarren y la actividad parlamentaria
El pensamiento político de Recabarren por esa época se plasma en un Proyecto de Constitución para la República Federal Socialista de Chile, donde se presenta una propuesta que ya no está condicionada a alcanzar una mayoría parlamentaria. Sin embargo, como ocurría con el conjunto de los partidos socialistas y comunistas del mundo en el período, el uso de las elecciones y el parlamento era aún considerado como una forma de hacer propaganda de las ideas revolucionarias. Esa consideración estaba claramente presente en Recabarren, lo cual es expresado en muchos artículos de prensa. En 1921 es nuevamente candidato a diputado, pero respecto a la convicción que el camino de la revolución no pasa por el parlamento, escribe: 
«De la Cámara burguesa jamás saldrá una ley que determine la verdadera libertad, ni el verdadero bienestar y felicidad popular. Jamás… La burguesía legisladora y gobernante, jamás, en ningún pueblo de la tierra ha producido la libertad y felicidad popular… Necesita el pueblo, para su felicidad, de la reconstrucción total de la organización del estado, y esa reconstrucción, no la puede hacer un parlamento de capitalistas. Es sólo el pueblo la única fuerza capaz de esa reconstrucción»
Las elecciones tienen lugar en marzo y Recabarren es elegido como parte de una lista común con el Partido Radical y el Partido Demócrata. Una vez electo, insiste:
«Esa tribuna no nos hace falta, pues de cada escaño, de cada piedra, podemos hacer una tribuna desde la cual podemos decir tanto y algo más que lo que se puede hablar desde un parlamento, con la ventaja aún que la obra hecha en las calles encontrará siempre adeptos, mientras que de los parlamentos no sacaremos ni uno solo, porque allí no hay seres humanos sino monstruos, insensibles al dolor ajeno. Lo que no se puede hacer desde afuera menos se hará desde el parlamento. Por lo demás, seguir enviando hombres al parlamento significa corroborar al régimen de injusticia, afianzar y perpetuar el crimen erigido en sistema.»
En efecto, junto con defender los intereses de las clases populares, sus intervenciones en la cámara están destinadas a defender las ideas revolucionarias. Su intervención del 15 de julio de 1921 fue publicado posteriormente en folleto con el nombre “Los albores de la revolución social en Chile”. Dice allí:
«Yo deseo dejar establecido que nosotros creemos tener también el derecho a conquistar el poder político, a hacer lo mismo que vosotros hacéis… Y si vemos que el fraude y el dolo se pone en práctica para atentar contra nuestra ascensión al poder político, ¿qué nos tocará hacer? ¿cruzarnos de brazos? Al contrario: ante estos delitos, ante estas iniquidades, nosotros habremos de luchar con firmeza hasta conquistar todos nuestros derechos, primero por medio de la legalidad; pero cuando veamos que se nos cierra el camino de la legalidad, iremos si es preciso, y no lo dudéis, a la revolución. Y nadie puede negarnos en esta Cámara el derecho de hacer la revolución»

## La fundación del Partido Comunista de Chile
A fines de 1920 tiene lugar el Tercer Congreso del POS, que discute sobre la adhesión del partido a la Internacional Comunista, lo cual exigía el cumplimiento de las 21 condiciones aprobadas en el II Congreso de la Comintern, celebrado en Petrogrado entre julio y agosto de ese mismo año. Este Tercer Congreso va esclareciendo el carácter de un nuevo partido con una nueva táctica, que se define de esta forma:
«…debe estar sujeta a las circunstancias y necesidades del pueblo trabajador en el actual momento de transición histórica y que su acción en cuanto a la lucha de clases, debe ser cada día más definida, decidida y constantemente revolucionaria; por tanto, no debe admitirse en sus filas aquellos socialistas de la antigua escuela democrática, que concretan toda su táctica de acción en una transformación evolutiva que sólo sirve para desviar a las masas obreras del recto camino de su liberación, perpetuando el régimen oprobioso e inhumano de explotación capitalista. Por eso, debe ser de preferente atención de todas las secciones del Partido, revisar y purificar sus filas, en forma que en cada componente se cristalicen nuestras aspiraciones comunistas y del estricto cumplimiento de nuestro programa, expulsando sin contemplaciones de nuestras filas a quienes manifiesten dudas sobre la eficacia de nuestra acción…»   
Tras la discusión de las 21 condiciones en todas las secciones del POS durante 1921, los días 1 y 2 de enero de 1922 tiene lugar el IV Congreso del Partido Obrero Socialista. Allí se aprueba una nueva declaración de principios, ahora a nombre del Partido Comunista de Chile, sección chilena de la Internacional Comunista. En esta declaración de principios se puede ver con claridad la separación de las concepciones de la socialdemocracia y la adopción de las concepciones del leninismo, estableciendo, entre otras cosas:
«A fin de que la clase trabajadora pueda encaminarse ventajosamente a la consecución de sus ideales, que propague la supresión de la explotación del hombre por el hombre, instaurando en su defecto una sociedad comunista, es indispensable organizar sus fuerzas, capacitándose para la implantación de su dictadura en el período de transición; 

«Que para conseguir ese resultado se requiere la constitución de un organismo revolucionario de vanguardia, con propósitos claros, directivas precisas, que no puede ser otro que el Partido Comunista…»
El recién creado Partido Comunista de Chile fue aceptado en la III Internacional solo en calidad de «partido simpatizante», manteniéndose en esa condición hasta 1922.

## Recabarren en la Rusia socialista
Cuando triunfa la Revolución de Octubre en 1917, Recabarren publica, en Buenos Aires, diversos artículos donde adhiere a esta revolución triunfante, los cuales son reproducidos en Chile. Dice en algunos de sus muchos artículos:
«El sueño, la utopía de esos locos llamados socialistas pasa a ser hoy no sólo una realidad, sino que la fuente de todo progreso y felicidad humana, esto era lo más temido por la clase capitalista de Rusia y de todas las partes».

«Doy, sin vacilar, mi voto de adhesión a los maximalistas rusos, que inician el camino de la paz y de la abolición del régimen burgués, capitalista y bárbaro. Quien no apoye a esta causa, sostendrá el régimen capitalista con todos sus horrores».
Cuatro años después, en octubre en 1922, Recabarren inicia su segundo viaje a Europa, esta vez con la misión de representar a la Federación Obrera de Chile en el II Congreso de la Internacional Sindical Roja y asistir a las sesiones del IV Congreso de la Internacional Comunista, aunque los tiempos de viaje no le permiten participar de sus sesiones inaugurales. Aun así, el historiador soviético Vasili I. Ermolaev ha documentado que Recabarren estuvo en la presidencia de algunas sesiones del II Congreso, junto con Clara Zetkin, Jorge Dimitrov, Edgard Wood, Francisco Pintos y otros dirigentes revolucionarios. El informe presentado por Recabarren fue recogido y publicado posteriormente como Informe sobre Chile y su movimiento obrero, preparado por Luis Emilio Recabarren para el congreso de Profintern en Moscú, 1922.

A su regreso al país, entrega un discurso en la plaza de Armas de Santiago ante una enorme multitud que ha salido a recibirlo. En el informe posterior a su visita, publicado con nombre de La Rusia obrera y campesina, defiende la dictadura proletaria que ha conocido personalmente:    
«He vuelto de Rusia más convencido que antes que urge apresurar la Revolución Social que ponga en manos del pueblo todos los poderes para la construcción de la sociedad comunista».
Su concepción sobre el Estado, la revolución y el papel de la violencia han cambiado con su conocimiento de la revolución rusa. Escribe más sobre esto en un breve texto que tituló La dictadura preferible:
«La realidad marcha hacia las dictaduras. Es el caso de escoger entre la dictadura obrera y burguesa. La dictadura burguesa ya la conocemos es el hambre, la opresión, la ignorancia y la mordaza perpetua. La dictadura obrera, es la fuerza que destruye el hambre, la opresión, la ignorancia y la mordaza perpetua. Es decir, hablando más claro, la dictadura obrera es la que destruye la dictadura burguesa que tantos siglos hemos sufrido… La dictadura burguesa favorece toda clase de explotación y de vicios que envilecen. La dictadura obrera destruye la explotación y la fuente de todos los vicios. Prefiero, pues, la dictadura obrera».

## Actividad hacia 1924 y suicidio de Recabarren

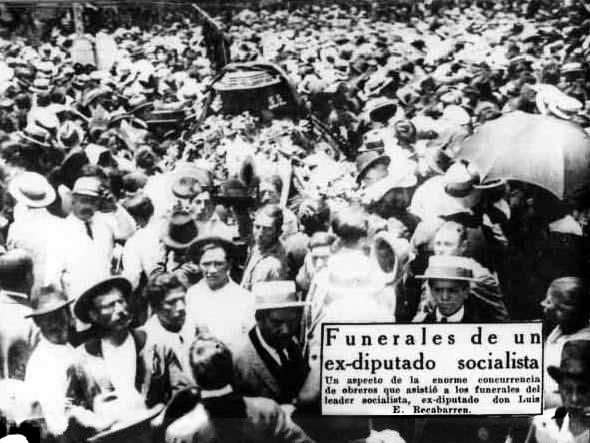
Funerales de Luis Emilio Recabarren en 1924.

Durante 1923 nuevamente recorre Chile en su actividad de propagandista y organizador. En enero de 1924 recibe la noticia de la muerte de Lenin y rinde un homenaje en la sesión de la Cámara de Diputados.
Recabarren deja de ser diputado en agosto de 1924, poco antes de desatarse un golpe de Estado por parte de los militares con el «ruido de sables» para presionar por medidas sociales que evitaran un alzamiento popular frente a la creciente crisis social. Ante esto, Recabarren escribe «Un ejemplo que debemos imitar», en cuanto al uso de la violencia se refiere:

Los militares que acaban de adueñarse del gobierno, que han disuelto el poder legislativo, que han derrocado los poderes constituidos y han abolido la Constitución del Estado y todas sus leyes, nos han dado un buen ejemplo y nos señalan el camino y los procedimientos que debemos seguir, cuando nuestras aspiraciones no se vean satisfechas ni el bienestar exista para todos.

Más tarde Recabarren condena de manera decidida al nuevo gobierno por considerar que se pone completamente al servicio de la oligarquía y los intereses extranjeros.[cita requerida] La actividad de Recabarren en los meses siguientes lidia con la actividad fraccional al interior del Partido, que iba separándose de la línea política fundacional.
Recabarren estaba sumamente decepcionado por la falta de frutos de su trabajo y distintas situaciones que había, por lo que intentó suicidarse en agosto de 1924. Finalmente, debido a una ruptura amorosa y a una ceguera incipiente, Recabarren se suicidó de varios tiros de su revólver automático en la sien el 19 de diciembre de ese mismo año. Aunque hubo dudas sobre su suicidio —Salvador Ocampo relata que en Antofagasta cientos de mineros armados con dinamita estaban dispuestos a hacer volar las oficinas si se confirmaba que Recabarren había sido asesinado—, una comisión especial del Partido Comunista llevó adelante una investigación que concluyó que el propio Recabarren había disparado su arma.
En el local de la Federación de Obreros Ferroviarios, ubicado en calle Bascuñán Guerrero, se levantó una capilla ardiente que recibió los restos de Recabarren el mismo día 19. Allí hubo un desfile interminable de personas que lo despidieron incluso todo el sábado y las primeras horas del domingo. Sus funerales se llevaron a cabo el domingo 21, con una columna de varios kilómetros desde la calle Bascuñán Guerrero hasta el Cementerio General. En la plazuela del cementerio hubo discursos de los dirigentes obreros que se prolongaron toda la tarde, cuyas imágenes quedaron registradas en cinta de película, que debió salir de Chile en forma oculta tras el Golpe de Estado de 1973 y pudo retornar al país en 2001.

## Importancia de Recabarren en América Latina
Durante su segunda estadía en Buenos Aires, Recabarren se hace parte de la fundación del Partido Socialista Internacional de Argentina. El Congreso Constituyente de esta organización se desarrolla los días 5 y 6 de enero de 1918, designando a Luis Emilio Recabarren como su secretario general. En un Congreso Extraordinario en diciembre de 1920, el Partido Socialista Internacional resuelve aceptar las 21 condiciones de la III Internacional y se convierte en Partido Comunista, sección argentina de la Internacional Comunista.
Sin su participación directa, Recabarren influye también en Bolivia. Dice el historiador boliviano Guillermo Lora: “En 1914 se funda en La Paz el primer Partido Socialista y a partir de 1919 surgen a lo largo del país los llamados Partidos Obreros Socialistas, como respuesta a la poderosa influencia del marxista chileno Emilio Recabarren…” (Citado en, p.163)

## La labor teórica de Recabarren
Luis Emilio Recabarren dio gran importancia al poder de convicción de la letra impresa. Por eso, compuso innumerables folletos, pequeños opúsculos, donde examinaba temas muy concretos, todo ello en la forma más simple y en estilo directo y sencillo.
«Sus folletos, que llegaron a tener varias ediciones y circularon por miles de ejemplares, fueron impresos por él mismo y contenían el texto de sus charlas o conferencias. Luego de exponerlas a viva voz, entre la religiosa atención de su auditorio, Recabarren bajaba de la tribuna y salía a ofrecer en venta el folleto. Era difícil que alguien quedara sin adquirirlo» (César Godoy Urrutia, citado en, p. 77.)
La labor teórica de Recabarren se desarrolla desde 1910. El 3 de septiembre de 1910, dicta una conferencia en el Rengo, con motivo de cumplirse cien años del inicio del proceso independentista de Chile. La titula: «Ricos y pobres a través de un siglo de vida republicana», donde se analiza lo que la república oligárquica significó para la clase y empalma con el pensamiento marxista. Este trabajo posteriormente publicado es en forma de folleto.
Publica en ese mismo período «Mi juramento» y «La huelga de Iquique: la teoría de la igualdad». Posteriormente se editarán: «El Socialismo: ¿qué es y cómo se realizará?», un folleto de 90 páginas en que se plantean los principios y el programa del Partido Obrero Socialista, que apareció en 1912 en Iquique, impreso en los talleres del periódico El Despertar de Los Trabajadores. En 1914 se publica «Patria y Patriotismo»; en 1916, «La mujer y la educación»; en 1917, «La materia eterna e inteligente», «Proyecciones de la acción sindical», «Lo que puede hacer la Municipalidad en manos del pueblo inteligente» y «Lo que da el gremialismo»; en 1921, «¿Qué es los que queremos federados y socialistas?, «Desdicha obrera», drama en tres cuadros, «Los Albores de la Revolución Social en Chile» y «El sembrador de odios»; en 1923, «La Rusia Obrera y Campesina» y «Discursos y poesías».

## Recabarren en el arte y la memoria popular

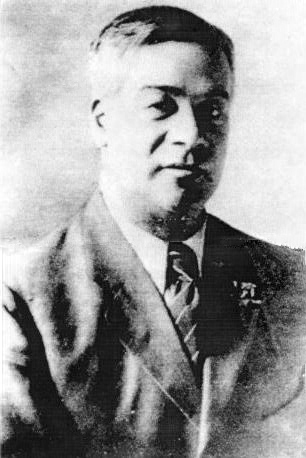
Una fotografía de Recabarren.

El propio Luis Emilio Recabarren considerada las expresiones artísticas como un importante canal para la educación de la clase obrera y el pueblo. Como parte de la actividad de propaganda socialista, impulsó la creación de compañías de teatro y conjuntos artísticos.
En 1912 publicó en El Despertar de los Trabajadores, dos obras de teatro de su autoría. «Flores Roja» y «Los vampiros». En 1912 funda el grupo Arte y Revolución, que montaba obras teatrales como «En Guerra», entre otras, con la participación de militantes del Partido Obrero Socialista, Elías Laferte, Luis Víctor Cruz y Teresa Flores. Para este grupo teatral, Recabarren escribió las obras «Desdicha Obrera» y «Redimida».
En las décadas siguientes diversos autores chilenos incorporan a Luis Emilio Recabarren dentro de sus novelas. En el Canto General (1950), Pablo Neruda le canta a Recabarren. Alejandro Jodorowsky lo incluye como personaje de ficción en El loro de siete lenguas (escrita c. 1965-1970, publicada en francés en 1984 y en español en 1991) y Donde mejor canta un pájaro (1992). Hernán Rivera Letelier lo menciona como el presidente del Partido Obrero Socialista en Fatamorgana de amor con banda de música (1998). Luis Sepúlveda lo emplea como personaje secundario en su novela La sombra de lo que fuimos (2009).
Patricio Manss, escritor y cantante chileno, hace referencias a la labor de Recabarren en el norte salitrero en su libro «Actas de Marusia». La versión fílmica, dirigida por Miguel Littín (1975), agrega una escena donde aparece Recabarren dando un discurso sobre la pisadera del tren, la cual es ficticia, considerando que Recabarren había muerto cuando se sucedieron los acontecimientos de Marusia.
En la música, el famoso cantautor chileno Víctor Jara, escribe A Luis Emilio Recabarren, en el disco Pongo en tus manos abiertas (1969). Las primeras palabras de la canción dan el nombre a ese disco: «Pongo en tus manos abiertas mi guitarra de cantor». Quilapayún, conjunto de la Nueva Canción Chilena, interpreta Padre, hermano y camarada (1976), con letra de Isidora Aguirre y música de Cirilo Vila, en honor a Recabarren. Violeta Parra, cantante e investigadora chilena, lo menciona en una canción Rodríguez y Recabarren (también conocida como Un río de sangre, 1962), colocándolo junto con el prócer de la independencia, Manuel Rodríguez. También el trovador de la misma nacionalidad, Francisco Villa Castro, le dedicó un tema llamado Luis Emilio incluido en su cuarto disco Porfía (2002). 
En las artes visuales, aparece junto a Lautaro en el mural Muerte al invasor (1940), del mexicano David Alfaro Siqueiros, pintado en la Escuela México de Chillán.
En 2007 la Compañía de Teatro Público con su Directora de Teatro Patricia Artés, rescata una obra escrita por Luis Emilio Recabarren para crear conciencia de clase, llamada Desdicha Obrera. Su figura es destacada en la obra teatral Recabarren del dramaturgo Cristian Figueroa como parte de su trilogía Tiernos y Feroces, estrenada en 2015 bajo la dirección de Cristian Keim (con funciones en Valparaíso como en Santiago) y posteriormente publicado por editorial Cuarto Propio, Santiago de Chile en 2017.

## Reconocimientos
- Busto del primer líder comunista chileno Luis Emilio Recabarren, obra del escultor Samuel Román ubicada en el parque Almagro, calle San Diego en Santiago de Chile.[47]
- Busto de Luis Emilio Recabarren en el parque Italia de Valparaíso.
- Sello filatélico emitido el año 1976, en la URSS.

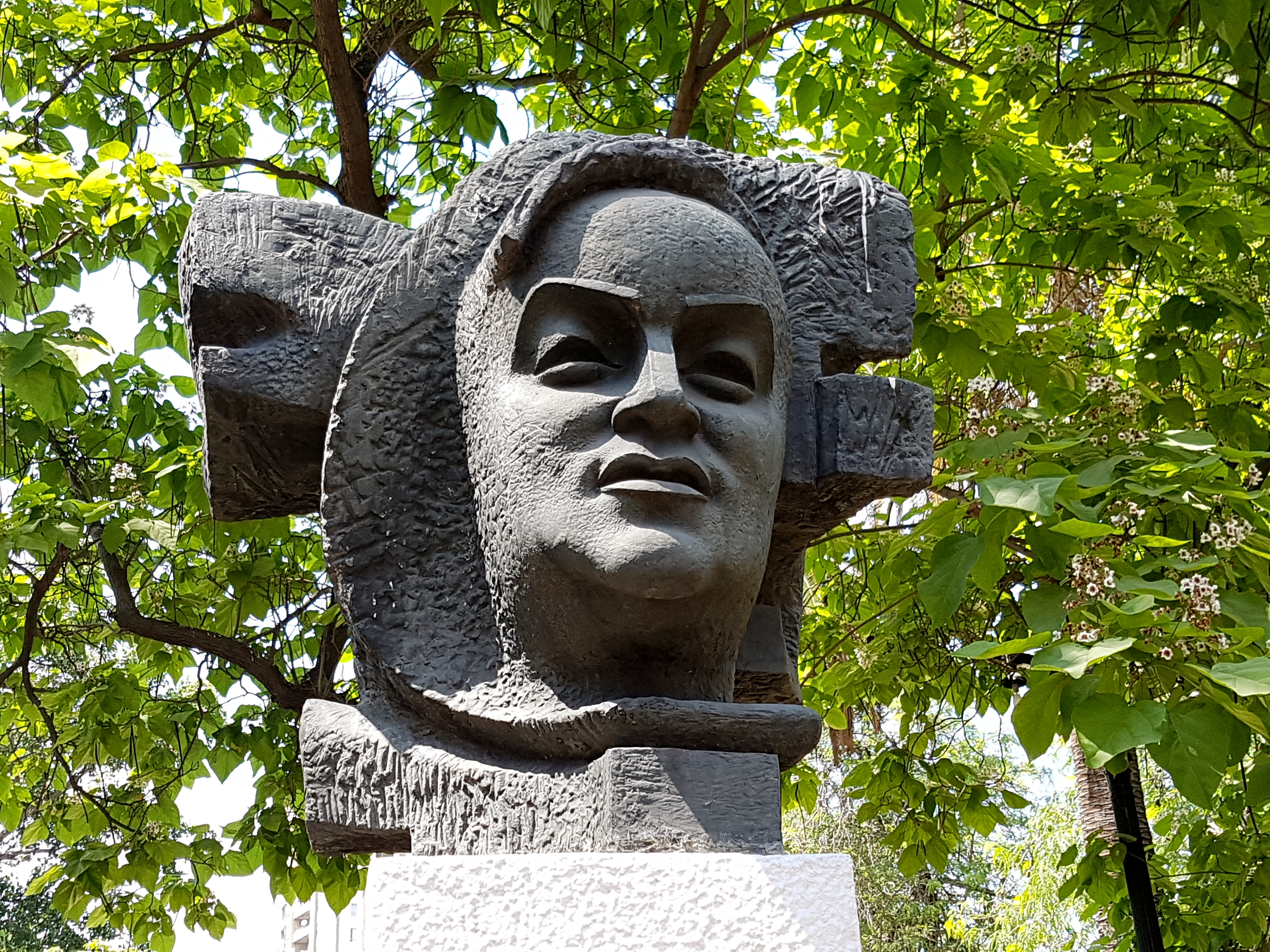
Busto en Parque Almagro - Santiago.
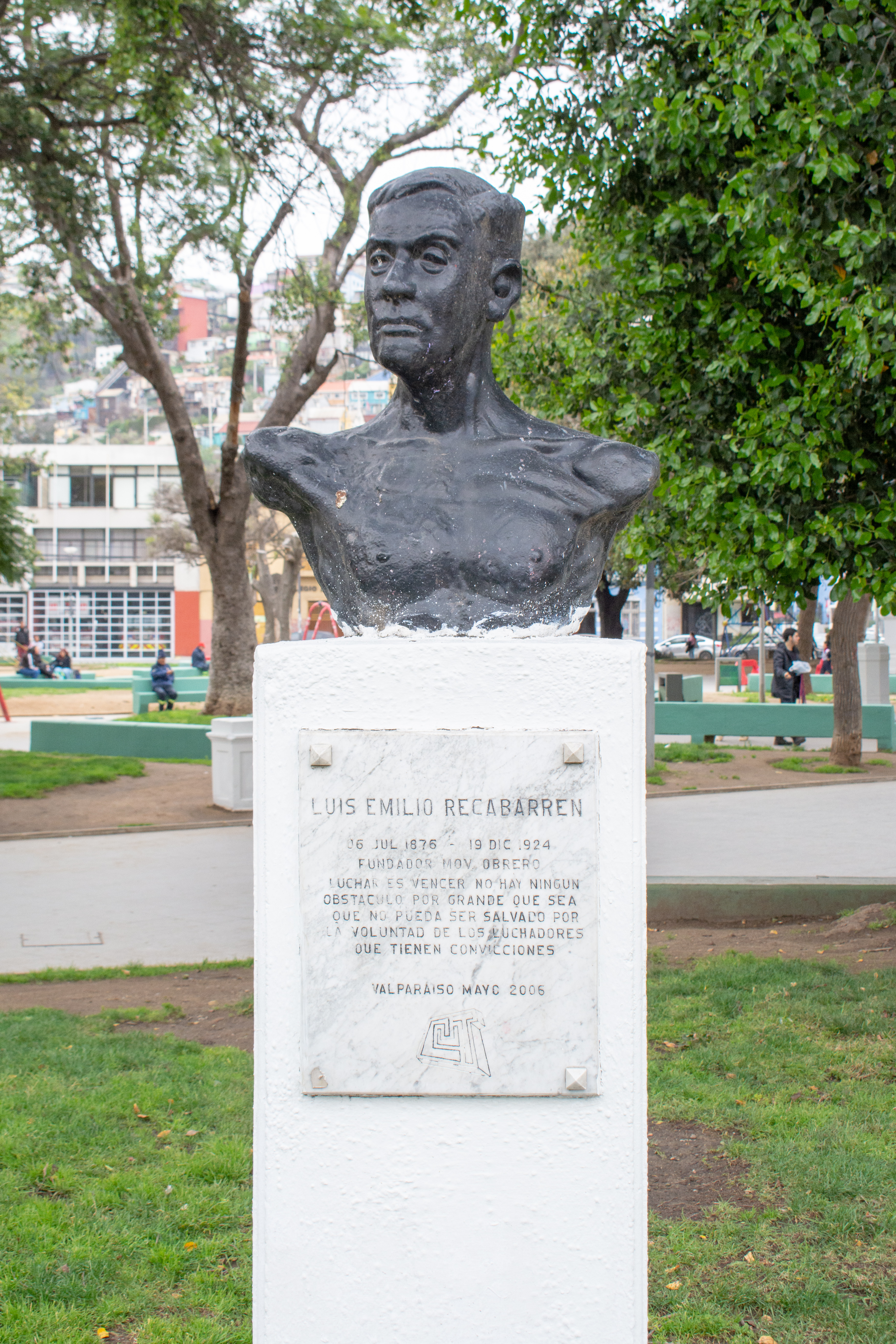
Busto en Parque Italia - Valparaíso.
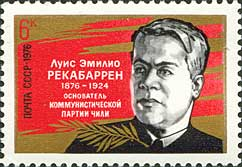
Sello filatélico (1976-URSS)